# Verein für Leibesübungen Sindelfingen Ladies
Il Verein für Leibesübungen Sindelfingen Ladies, citata in forma abbreviata VfL Sindelfingen o anche più semplicemente Sindelfingen, è una società calcistica femminile tedesca con sede a Sindelfingen, città del Land Baden-Württemberg. Fondata nel 1971 come sezione della società polisportiva Verein für Leibesübungen Sindelfingen 1862, dall'inizio 2017 venne scorporata dalla società madre. Nella sua storia sportiva la squadra ha disputato numerosi campionati in Frauen-Bundesliga, il livello di vertice del campionato tedesco di categoria, tra il 1990 e il 1997, nella stagione 2005-2006 e dal 2012 al 2014, prima della sua fase calante che l'ha progressivamente vista retrocedere in Oberliga, (quarto livello), nel girone Baden-Württemberg.

## Palmarès
- Campionato tedesco di seconda divisione: 1

2011-2012 (girone Süd)